# Nitro
Nitro（ニトロ）とは、AppleのウェブブラウザのSafari 4に搭載されているJavaScriptエンジン。JITコンパイラにより、非常に高速にJavaScriptを実行することが可能であり、前バージョンのSafari 3と比較して4.2倍の速度とされる。またIE 7より最大30倍、Firefox 3よりも3倍以上速く実行するとされている。元々、WebKitのプロジェクトでSquirrelFish Extremeと呼ばれていたJavaScriptエンジンの、Appleでの名称である。